# Quiero mi fiesta
Quiero mi fiesta fue un programa de televisión de concursos y entretenimiento, conducido por Martín Cárcamo y Juan José Gurruchaga y transmitido por Canal 13, donde dos colegios, representando cada uno a un equipo de un color al azar (celeste o naranja), concursan en diferentes juegos con el objetivo de ganarse la fiesta de graduación soñada. Cada equipo tenía una estudiante de intercambio (modelo) que los ayuda y apoya durante toda la competencia, para el equipo celeste Sandra Bustamante y para el equipo naranja Camila Stuardo.

## Formato
Al principio un equipo ganaba dependiendo de la cantidad de mensajes de textos que llegaran a su favor y no dependía de quién ganara las pruebas. Semanas después se cambió a la modalidad de una prueba final llamada Los Chanchos sabiondos, donde debían responder las preguntas hasta quedar sin chanchos. El equipo que primero quedara sin chanchos era el ganador de la fiesta (modalidad similar a la prueba de la Cinta final de El último pasajero).
El programa le ganó a la competencia solo durante su primer capítulo. Los sábados fue superado en índice de audiencia por su competencia directa, el programa de concursos Un minuto para ganar de TVN. A pesar de que en primera instancia se realizaría en vivo, desde el capítulo del 27 de agosto hasta el fin de su temporada se emitieron capítulos grabados.
El programa fue sacado del aire al finalizada la primera temporada. Las razones sobre el fin del programa y, según algunos, fue por un conflicto entre Canal 13 y la productora Endemol.
Las canciones utilizadas al principio de cada episodio eran variadas, como por ejemplo Barbra Streisand (Duck Sauce), On The Floor (Jennifer Lopez & Pitbull), y muchos más que fueron éxitos en los años 2010 y 2011.

## Participantes
- Rey o reina: Es el participante que toma las decisiones del equipo y también cumple otras funciones.

- Participantes: Son los "alumnos", quienes juegan en las pruebas, durante todo el programa para poder subir los puntos de los juegos correspondiente.

## Pruebas
- Muy Rica
- Los Chanchos Sabiondos
- El Tornado
- Bésame Mucho
- Al Guana Rock
- El Aperra´o
- Par de Mareados
- Mechoneo
- Fiesta de Espuma
- Cascada de Sabores
- Terrible Pollo
- Lip Dub

## Banda sonora
- Barbra Streisand (Duck Sauce) [Tema de apertura]
- On the Floor (Jennifer Lopez ft. Pitbull)